# Ayn (Francia)
Ayn è un comune francese di 354 abitanti situato nel dipartimento della Savoia della regione dell'Alvernia-Rodano-Alpi.

## Società

### Evoluzione demografica
Abitanti censiti